# Colonard-Corubert
Colonard-Corubert era una comuna francesa que estaba situada en el departamento de Orne, de la región de Normandía que el 1 de enero de 2016 pasó a formar parte de la comuna nueva de Perché en Nocé como comuna delegada.

## Historia
Fue creada en 1959 con la unión de las comunas de Colonard-le-Buisson y Corubert.

## Demografía
| Gráfica de evolución demográfica de Colonard-Corubert entre 1962 y 2021 |
|                                                                         |

Los datos demográficos contemplados en este gráfico de la comuna de Colonard-Corubert se han cogido de 1962 a 1999 de la página francesa EHESS/Cassini, y los demás datos de la página del INSEE.